# Incarceron
 (novembre 2024).
Si vous disposez d'ouvrages ou d'articles de référence ou si vous connaissez des sites web de qualité traitant du thème abordé ici, merci de compléter l'article en donnant les références utiles à sa vérifiabilité et en les liant à la section « Notes et références ».

Incarceron est le titre de deux livres écrits par Catherine Fisher, une auteure galloise née en 1957, dont la rédaction a commencé en 2007 et n’est actuellement toujours pas achevée. C’est une série de romans fantastiques, qui s’adresse surtout aux adolescents.

## Résumé
Finn est un jeune homme qui vit dans la prison en compagnie de son frère de sang, Keiro, et des membres de son Unité. Tout le monde ne cesse de lui dire que c'est la prison elle-même qui l'a engendré (oui, oui, ça arrive !) et c'est un des rares Natifs à n'avoir pas perdu la raison. On le surnomme "le prophète des étoiles", mais lui sait qu'il vient de l'Extérieur (qui est devenu une légende pour les détenus) et pour lui tous les moyens sont bons pour lui permettre de s'évader. Un jour, Finn trouve une clé en cristal après avoir capturé puis échangé en rançon la chef d’un groupe de la Civicité. Fasciné, il se rend compte qu’elle lui permet de communiquer à l’Extérieur, avec une jeune fille appelée Claudia, qui possède un double de cet objet. Cela lui donnera le courage nécessaire pour voyager à travers la prison, en compagnie de ses amis, sur les traces de Sapphique, l’homme légendaire qui a réussi à regagner l’Extérieur, afin de s'évader à son tour.

## Personnages

### Incarceron
Finn
C’est un genre d’antihéros. Il n’est pas très sûr de lui, fait parfois preuve de faiblesse et joue la comédie pour faire tourner les choses à son avantage : "Tu as  détruit ma confiance. Ma compassion. Je pensais pouvoir faire la différence entre le mensonge et la vérité. Maintenant je n’oserais plus jamais accueillir un étranger. Pour ça, je ne pourrai jamais te pardonner." lui dit la Maestra qu’il a dupée. Malgré tout, il a plus de morale que ses compagnons et fait preuve de plus de compassion. Par exemple, il refuse qu'Attia devienne son esclave lorsqu'elle le lui propose et Keiro dit même de lui : "Finn le prophète des étoiles ne fait pas le commerce d'esclave. Amoz et les autres brutes, oui, mais pas toi.". De plus, il a régulièrement des visions qui lui donnent la nausée, le laissent faible et hagard et qui lui montrent des scènes de son passé (ou des visions envoyées par Sapphique comme le croit Gildas, qui sait ?). Claudia est persuadée qu’il est Gilles, le premier fils du roi qu’on tient pour mort et à qui on l’avait fiancée quand ils étaient enfants (avant de devoir se rabattre sur Caspar, le demi-frère de Gilles).
Keiro
"Keiro avait la peau douce. Ses muscles étaient fins. Au milieu de cet enfer peuplé de clochards et d’hybrides, Keiro incarnait la perfection. Et il comptait bien continuer.". Keiro est parfait et il le sait. C'est le frère de sang de Finn, et son meilleur ami. Il est arrogant et imbu de lui-même, mais aussi très rusé, et il sait se montrer manipulateur pour trouver son intérêt dans chaque situation. Malgré tout, il est plus ou moins loyal à Finn. Il n’apprécie pas du tout Attia, qu’il voit comme une source d’ennuis.
Attia
Son groupe ayant été capturé par Jormanric, elle n’a eu d’autre choix que de se déguiser pour cacher sa féminité avant d'être capturée et de se faire passer pour un vérolé. Son rôle au sein de cette Unité était de goûter la nourriture de Jormanric, son maître, au cas où elle serait empoisonnée. Elle voue une dévotion sans borne à Finn, qui l'a libérée et lui a sauvé la vie, une haine féroce à Keiro, qui l’exaspère, ainsi qu’un mépris sans égal à Gildas, qui cherche à se servir de Finn.
Gildas
Il est un des rares Sapienti à vivre dans Incarceron. Il a vécu de nombreuses années auprès de Jormanric. Il est très respecté en sa qualité de Sapient, même dans un univers aussi hostile que celui d’Incarceron où seuls les plus forts survivent : "La foule s’écarta et un homme de petite taille apparut. Il portait le vêtement vert foncé des Sapienti. Il était âgé mais se tenait droit et même les guerriers du Commando s’ôtèrent sur son chemin.[…] La moitié du Commando était redevable à Gildas qui avait réussi à leur sauver soit un bras soit une jambe à la suite de trop nombreuses batailles." Cependant, le vieil homme est obsédé par l’idée de suivre Sapphique et de quitter la prison, à tel point qu’il est persuadé que seul Finn pourra, à l’aide de ses visions, le mener à l’Extérieur. Il ne voit que son intérêt personnel dans la quête du jeune homme.
Jormanric
Le chef de l’Unité de Finn et Keiro est assez singulier : "Comme à son habitude, il mâchait du qat, ce qui rendait écarlates ses quelques dents, ses lèvres et sa barbe. […] Le Seigneur portait une cotte de mailles. Ses cheveux étaient longs, sales et entrelacés de porte-bonheur. Sur ses doigts boudinés luisaient sept bagues à tête de mort.". Le qat est une espèce de drogue à mâcher de couleur rougeâtre dont ni lui ni ses plus proches soldats ne peuvent se passer. Il n’est pas stupide, contrairement à ce que pourrait faire croire son apparence, et manipule ses hommes comme des poupées à force de belles paroles et de menaces à ne pas prendre à la légère.
Sapphique
Il est le seul être humain à avoir réussi, d’après la légende, à s’échapper d’Incarceron. Tout le monde connaît son histoire au travers des écrits qui sont restés après son départ et qui relatent son voyage et tous les obstacles qu’il a dû affronter pour obtenir la liberté. Les livres qui sont restés après lui sont, par exemple : Chants de Sapphique, Légende de Sapphique, Les Errances de Sapphique, Sapphique et les enfants. Cependant, il n’y a aucune preuve réelle de son existence ou de la véracité de ses exploits. Peut-être n’est-il qu’un fantasme des prisonniers pour se donner de l’espoir ?
Duc de Castillon
Présent uniquement dans les textes entre les chapitres, son journal relate l'échec progressif de l'expérience. Il termina sa vie rongé par le doute, seul, attendant que la prison le trouve, lui, le dernier des sages. C'est lui qui créa une clé, seul moyen de s'échapper d'Incarceron.

### L’Extérieur
Claudia Arlex
Elle a hérité du don de son père pour cacher ses pensées et pour jouer la comédie. Elle se montre hautaine et distante avec ses domestiques, mais est toujours tendre et simple avec son mentor, Jared. Très belle, elle n'est pourtant pas aussi prétentieuse ni aussi vaine que les dames de la cour et se comporte plutôt en sauvageonne. Elle est très intelligente et excelle dans l'art de la manipulation (comme la plupart des personnages). Ses rapports avec son père son extrêmement tendus, chacun essayant de tromper et de piéger l'autre dans un étrange jeu de domination. Elle le hait, purement et simplement.
John Arlex
C’est le père de Claudia et le directeur d'Incarceron. Sa description : "Il était grand et se tenait droit. Sa barbe était bien taillée. […] Il n’avait pas changé en six mois. Conformément à son statut, il ne montrait aucun signe de vieillesse.". C’est quelqu’un de hautain et de froid (aussi bien physiquement que mentalement) qui ne montre jamais ses sentiments (et surtout pas à sa fille !). Il est difficile de deviner quel jeu il joue, s'il agit pour le bien de sa fille ou non. Ce n'est qu'à la fin du livre qu'on sait clairement quels sentiments il a pour elle.
Jared
Jared est un jeune Sapient et c’est aussi le tuteur de Claudia, en même temps que son confident et son ami le plus proche. Il est atteint d’une maladie incurable qui le ronge petit à petit, ce qui inquiète beaucoup son élève. Il est quelqu'un de calme, posé et réservé et a un tempérament assez craintif et timide.
Le duc de Marlowe
Il est le serviteur de la reine, envoyé chez les Arlex pour arranger le mariage de son fils avec Claudia et régler notamment la question de la dot. Cependant, il n'approuve pas le Protocole, ni l’autorité de Sia et confesse faire partie des Loups d’Acier à Claudia dans l'espoir de la rallier à sa cause en prévision du moment où elle montera sur le trône. Physiquement, c’est "un homme au ventre énorme" qui a "un sourire agréable". En société, c'est un bon vivant, toujours souriant et rieur, un personnage un peu grotesque et ridicule, mais ce n'est qu'un rôle pour déjouer la vigilance de la reine et sa cour, car en secret, il œuvre contre le pouvoir en place.
La reine Sia
C’est "une femme étrange, distante […] elle a des yeux étranges, aux iris très pâles", elle est rusée et manipulatrice. Sia impose le respect et la peur autour d’elle et personne ne sait rien d’elle si ce n’est qu’elle a séduit le roi d’un seul regard après qu’il eut perdu sa première femme, de laquelle il a eu un fils, Gilles, porté disparu. On ne connaît pas son histoire, on ne sait rien de sa famille, c’est comme si elle était apparue devant le roi de nulle part, comme par enchantement. Après la mort du monarque, c’est elle qui a repris les rênes du royaume.
Caspar
C'est le fils de la reine et le fiancé de Claudia. Malgré le poids des responsabilités qu’implique son poste, ce n’est qu’un fêtard, incapable d’assumer son rôle, qui "s’adonne aux plaisirs malsains : drogue, alcool, violence" et qui "aurait engrossé quelques filles de cuisine.". Pour lui, le mariage avec la dernière des Arlex n’est qu’une corvée sans intérêt (tout comme pour Claudia...). Il est décrit comme étant un jeune homme maigre, amer et souvent mécontent, une sorte d’anti-prince charmant. La reine elle-même admet qu’il n’est pas de bonne compagnie : "Concernant Caspar, je plains ceux qui sont obligés de le supporter."

## Particularités de l’œuvre
Narration
Catherine Fisher a choisi de raconter l’histoire à travers le point de vue de deux de ses personnages, Finn et Claudia. Ainsi, régulièrement au cours de l’histoire, on change de personnage central et de contexte : tantôt on se trouve dans Incarceron avec l’un, tantôt on est à l’Extérieur avec l’autre. Cependant, ce n’est pas un roman polyphonique car la narration reste toujours à la troisième personne.
Présentation
L’auteur introduit chaque chapitre d’un exergue qui éclaire le lecteur sur tel ou tel fait passé de l’histoire. La plupart du temps ils remontent à l’époque de Sapphique ou du commencement de l’Expérience, mais ils soulignent parfois la présence d’un complot à la cour entre la reine Sia et le père de Claudia ou des signes de rébellion, notamment avec les Loups d’Acier. Ces exergues dévoilent juste assez l’histoire pour que le lecteur puisse deviner une réponse à ses questions, mais cette réponse reste très floue.